# Karel Deconinck
Carolus Ludovicus (Charles of Karel) Deconinck (Eppegem, 3 januari 1861 - Antwerpen, 14 februari 1932), ook wel "De Coninck", was een Belgisch arts en politicus voor de Katholieke Partij.

## Levensloop
Deconinck groeide op in een landbouwersgezin te Eppegem. Hij studeerde geneeskunde en vestigde zich vervolgens te Geel. Hij was gehuwd en kreeg drie kinderen.
Ook was hij politiek actief. Deconinck werd een eerste maal verkozen tot Geels gemeenteraadslid op 18 oktober 1903. Vanaf 18 januari 1909 werd hij er opgenomen in het schepencollege. Hij bleef vervolgens zijn schepenmandaat vervullen tot zijn aanstelling tot burgemeester. Hij volgde in deze hoedanigheid Gommaar Boeckmans op. Daarnaast zetelde hij, als opvolger van Joseph Verachtert, vanaf 1 juli 1913 in de Antwerpse provincieraad.
Bij de aanvang van de Eerste Wereldoorlog werd hij - naar aanleiding van het omkomen van een Duits officier in Ter Aard - als gijzelaar opgepakt. Na zijn vrijlating vluchtte hij (op 12 oktober 1914) naar Nederland. Karel Janssens werd aangesteld als waarnemend burgemeester. Na het einde van de oorlog keerde Deconinck niet terug naar Geel. Ook nam hij geen enkel van zijn lopende mandaten (burgemeester, gemeenteraad- en provincieraadslid) opnieuw op. Hij werd in de Antwerpse provincieraad niet vervangen en bleef titelvoerend burgemeester tot 1921.
Zijn dochter huwde met de zoon van Auguste Naets.